# Coniferocoris polhemi
Coniferocoris polhemi är en insektsart som beskrevs av Schwartz och Schuh 1999. Coniferocoris polhemi ingår i släktet Coniferocoris och familjen ängsskinnbaggar. Inga underarter finns listade i Catalogue of Life.